# Melchior von Hatzfeldt

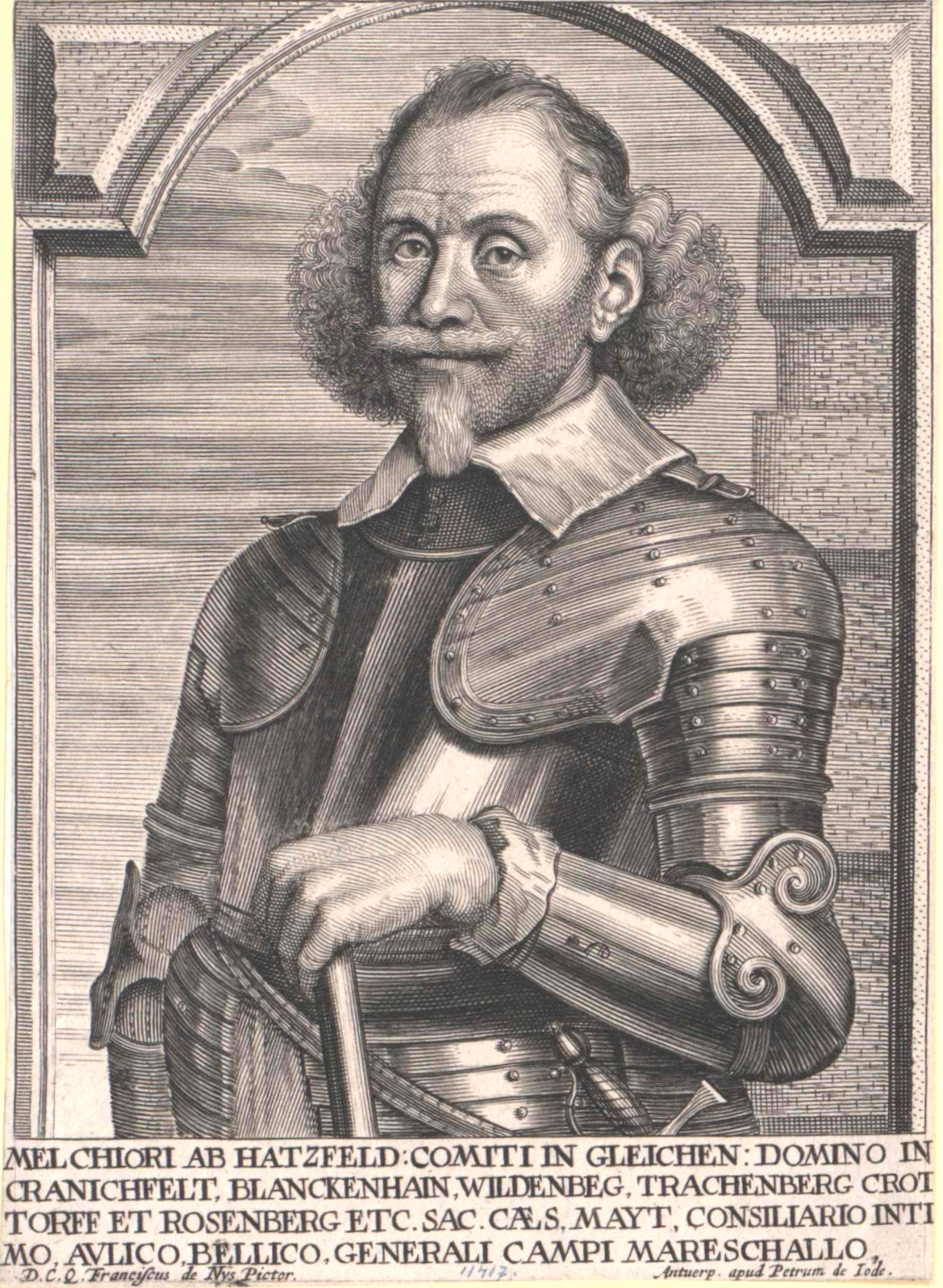
Melchior von Hatzfeldt

Melchior von Hatzfeldt, född 10 oktober 1593, död 9 januari 1658, var greve av Gleichen samt fältmarskalk i Tysk-romerska riket.
Hatzfeld blev överste i kejserlig tjänst 1625 och deltog 1636-37 i fälttågen mot Johan Banér. 1638-44 förde han i allmänhet befälet över en självständig armé i nordvästra Tyskland, vilken vid behov samverkade än med den kejserliga huvudarmén mot svenskarna, än med bayrarna mot fransmännen, men främst skulle hålla hessarna i styr. Efter Matthias Gallas misslyckande fick Hatzfeldt, sedan flera år fältmarskalk, befälet över den armé, som i slaget vid Jankov försökte hindra Lennart Torstenssons marsch mot Wien, men led nederlag och tillfångatogs. Efter utväxlingen lämnade Hatzfeldt för en tid krigstjänsten, men 1657 ställdes han i spetsen för den kejserliga hjälphären till Polen och erövrade Kraków. Hatzfeldt var en god och rutinerad krigare och under 30-åriga krigets senare del den ende mer betydande kejserlige generalen av tysk börd.